# Если я останусь (фильм)
«Если я останусь» (англ. If I Stay) — американский фильм, экранизация одноимённого романа Гейл Форман. 
Премьера состоялась 18 августа 2014 года.

## Сюжет
Главная героиня — семнадцатилетняя Мия Холл, увлекающаяся игрой на виолончели (в то время как её родители рокеры) и влюблённая в парня по имени Адам. 
В результате автокатастрофы погибают её родители, а сама Мия оказывается в коме. И только ей решать, умереть или остаться, и остались ли в её жизни люди, ради которых она хочет жить.

## В ролях
| Актёр            | Роль           |
| ---------------- | -------------- |
| Хлоя Грейс Морец | Мия Холл       |
| Мирей Инос       | Кэт            |
| Джейми Блэкли    | Адам           |
| Джошуа Леонард   | Денни          |
| Лиана Либерато   | Ким            |
| Стейси Кич       | дедушка        |
| Лорен Ли Смит    | Уиллоу         |
| Джейкоб Дейвис   | Тедди          |
| Али Милнер       | Лиз            |
| Аиша Хиндс       | сестра Рамирес |
| Дэвид Орт        | врач-хирург    |

## Производство
В декабре 2010 было объявлено, что производством фильма, основанного на одноимённой книге, будет заниматься «Summit Entertainment». На роль Мии пробовались Дакота Фэннинг, Хлоя Грейс Морец и Эмили Браунинг. Режиссёром фильма должна была стать Кэтрин Хардвик, но она была заменена бразильским фильммейкером Хейтор Далия, который позже также покинул проект. 24 января 2013 году Морец официально была утверждена на главную роль, а новым режиссёром был назван Ар Джей Катлер. Съёмки фильма начались 30 октября 2013 года в Ванкувере.

### Музыка
Композитором стал Эйтор Перейра. Саундтрек был выпущен 19 августа 2014 года «WaterTower Music».

## Выпуск
Metro-Goldwyn-Mayer и Warner Bros. объявили о дате выпуска, назначенного на 22 августа 2014 года.

## Отзывы
Фильм получил в большей степени отрицательные отзывы критиков, которые оценили в основном хорошую игру Морец. На Rotten Tomatoes фильм набрал 36 % на основе 119 рецензий. На Metacritic фильм набрал 46 из 100, получив 33 отзыва, большинство из которых были «смешанные или средние». В «Salis Magazine» фильм получил 2,5 из 5 звёзд.